# George Butterworth
George Butterworth (født 12. juli 1885 i London, død 5. august 1916 i slaget ved Somme) var en engelsk komponist og musiketnolog. Han er mest kendt for sine engelske sange, navnlig til digte fra A.E. Housman: A Shropshire Lad.